# صوت البلوغ
صوت البلوغ  هو عبارة عن استمرار صوت المراهقة بعد البلوغ وعدم استقراره على طبقة معينة.

## مقدمة

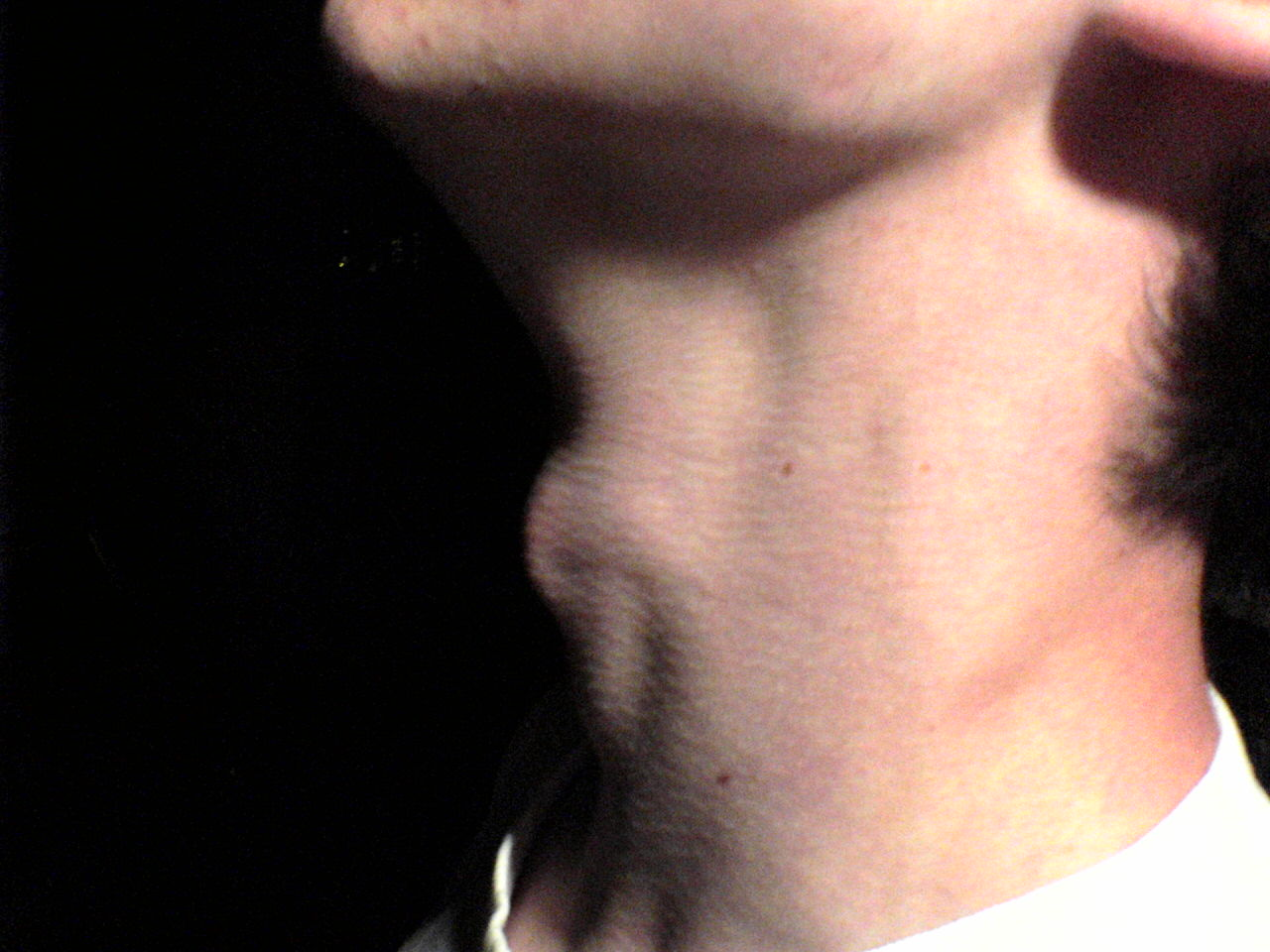
تفاحة آدم

طبيعياً صوت المراهقة عند الرجل يتغير وفقاً للزيادة المفاجئة في طول الحبال الصوتية الذي يؤدي إلى تضخم تفاحة آدم وهذا يعتبر ليس شائعا عند الانثى بسبب ان الاحبال الصوتية لا تكبر بشكل مفاجئ. هذه الزيادة المفاجئة تكون بسبب زيادة هرمون التستوستيرون. سن البلوغ، تبدأ أجسام الرجال بإنتاج الكثير من هرمون التيستسترون الذي يسبب تتغيّر في عدّة أجزاء من الجسم، بضمن ذلك الصوت، للمراهق هذا يعني الحنجرة التي تبدأ بالنمو. وتعتبر الحنجرة، التي تقع في قمة القصبة الهوائية، مثل أنبوب مجوّف يبلغ حوالي بوصتان (5 سنتيمترات) العضو المسئول عن إنتاج الصوت.
توجد عبر الحنجرة عضلتان، الحبال الصوتية، التي تشبه نوعا من الأربطة المطاطية. عندما تتنفّس، ترتاح الحبال الصوتية على جدار الحنجرة وتتسع جدا للسماح للهواء بالدخول والخروج من الرئة.

## التعريف
استمرار صوت المراهقة حتى بعد البلوغ في وسط غياب المسبب العضوي يسمى صوت البلوغ.هذه الحالة تكون غالباً عند الذكور. الشخص المريض يكون عنده صوت ثقيل يستمر بعد البلوغ.مع ذلك عندما نتكلم تغلق الحبال الصوتية معا عن طريق التمدد عبر الحنجرة. بعدها يتم إخراج الهواء من الرئة بقوة من بين الحبال الصوتية، مما يجعلها تذبذب وتصدر نغمة صوتك الخاصة. عندما تخفض صوتك، تطوّل الحبال الصوتية وترتاح. عندما ترفع صوتك إلى الأعلى، تصبح الحبال الصوتية مقصّرة ومشدّدة. (يمكن أن تلاحظ هذا الاختلاف بينما تعدّل نبرة صوتك).
عندما تنمو الحنجرة، فأن الأحبال الصوتية تطول أكثر وتصبح أثخن. أيضا، تبدأ عظام الوجه بالنمو. وتصبح التجاويف في الجيوب، الأنف، وخلف الحنجرة أكبر، مما يخلق فضاء أكثر في الوجه الذي يعطي مجال أكبر لصدى صوتك. كلّ هذه العوامل تسبّب تغير الصوت.

## الأسباب
يعتمد عمق الصوت على الجينات: فكلما كانت حنجرة الشاب أكبر، كلما كانت الحبال الصوتية الأثخن ، ومنطقة الرنين أكبر، وكلما أصبح الصوت أعمق. عندما تنمو الحنجرة ، سيكون صوتك أكثر استقرارا وأسهل للسيطرة عليه. لكن رغم ذلك ما لن تنتهي مرحلة تطور الصوت. حتى بعد التغيير السريع الذي يحدث عند المراهق، فأن الصوت سيواصل التطوير. بالرغم من أن مرحلة الصرير والتصدّع قد لا تدوم طويلا، إلا أن أكثر أصوات الرجال لا تنضج بالكامل حتى يبلغوا سن العشرينات
1. الضغط العاطفي
2. تأخر نمو الصفات الجنسية الثانوية
3. مرض نفسي
4. عدم ارتباط الصفائح الدرقية

## العلاج
العلاج الصوتي هوأفضل علاج. أيضاً النوع الثالث من الجراحة الصوتية قد يكون مفيدا والتي تتضمن تقصير واراحة الاحبال الصوتية.

## وصلات خارجية
- Puberphonia is curable. Experiences of a 40 year victim.
- Puberphonia